# Ludwik II Jagiellończyk
Ludwik II Jagiellończyk (ur. 1 lipca 1506 w Budzie, zm. 29 sierpnia 1526 pod Mohaczem) – król Czech (jako Ludwik I), Węgier i Chorwacji panujący samodzielnie w latach 1516–1526.
Syn króla Czech i Węgier Władysława II Jagiellończyka i Anny de Foix. W 1515 został adoptowany przez cesarza Maksymiliana I Habsburga, a w 1522 ożenił się z jego wnuczką Marią Habsburżanką, wypełniając postanowienia zjazdu wiedeńskiego. Był kawalerem Orderu Złotego Runa.
Zginął w wieku 20 lat w bitwie z Turkami pod Mohaczem. Po jego śmierci władzę w Czechach i na Węgrzech, zgodnie z układem z 1515, objął Ferdynand I Habsburg – brat Marii Habsburżanki i zarazem mąż Anny Jagiellonki, siostry Ludwika.

## Pochodzenie i losy do śmierci ojca
Był drugim dzieckiem, a zarazem jedynym synem Władysława II Jagiellończyka, polskiego królewicza, króla Czech i Węgier, i jego trzeciej żony Anny de Foix, córki Gastona II, hrabiego Candale i Benauges. Imię otrzymał na cześć Ludwika IX Świętego, dalekiego przodka Anny i Władysława, albo po Ludwiku Węgierskim, andegaweńskim królu Węgier i Polski.
Ludwik był wcześniakiem, a jego matka zmarła cztery tygodnie po narodzinach syna na skutek gorączki połogowej. Władysław zaraz po przyjściu na świat Ludwika rozpoczął starania o zapewnienia mu następstwa. 4 czerwca 1508 roku w Székesfehérvárze Ludwik został koronowany na króla Węgier, a 11 marca 1509 roku w Pradze na króla Czech.
Kształceniem Ludwika zajmowali się Jan Pethö z Geres i Stefan Istvánffy. Syn Władysława Jagiellończyka znał kilka języków: węgierski, czeski, niemiecki, łacinę, a biernie także włoski, francuski i polski.
Jeszcze przed narodzinami Ludwika, 20 marca 1506 roku w Wiener Neustadt, Władysław zawarł układ z Habsburgami, który zakładał małżeństwo jeszcze nienarodzonego syna czeskiego i węgierskiego władcy z Marią, wnuczką cesarza Maksymiliana I Habsburga.
12 listopada 1507 roku w Budzie układ zmodyfikowano – Ludwika miała poślubić Katarzyna, inna wnuczka Maksymiliana, a dopiero w razie jej śmierci – Maria; ustalenia te potwierdzono 20 maja 1515 roku w Pożoniu. 19 lipca 1515 roku na zjeździe wiedeńskim Ludwik został adoptowany przez cesarza Maksymiliana I, a trzy dni później, 22 lipca, postanowiono podwójne małżeństwa jagiellońsko-habsburskie: Ludwik miał poślubić Marię, z kolei Anna, siostra Ludwika, miała zostać żoną jednego z braci Marii, Karola lub Ferdynanda.

## Początki panowania, regencja
13 marca 1516 roku zmarł Władysław II Jagiellończyk, a Ludwik formalnie został królem Czech i Węgier. W kwietniu tego samego roku na sejmie węgierskim rozstrzygnięto o ustanowieniu regencji. Przedstawiciele partii dworskiej nie dopuścili do Rady Regencyjnej przedstawicieli polskiego króla Zygmunta I Starego, stryja i najbliższego męskiego krewnego Ludwika, a wojewodę siedmiogrodzkiego i przywódcę stronnictwa antyhabsburskiego, Jana Zápolyę zmusili do wycofania się do swoich dóbr. W takiej sytuacji opiekunami Ludwika zostali jego brat cioteczny Jerzy Hohenzollern-Ansbach, arcybiskup ostrzyhomski Tamás Bakócz i Jan Bornemisza, burgrabia budziński.
W 1517 roku w Czechach powołano Radę Koronną, która uznała za opiekunów Ludwika cesarza Maksymiliana oraz Zygmunta Starego. W 1519 roku Zygmunt I Stary jako jego prawny opiekun przyczynił się do wyboru Karola V Habsburga na cesarza.

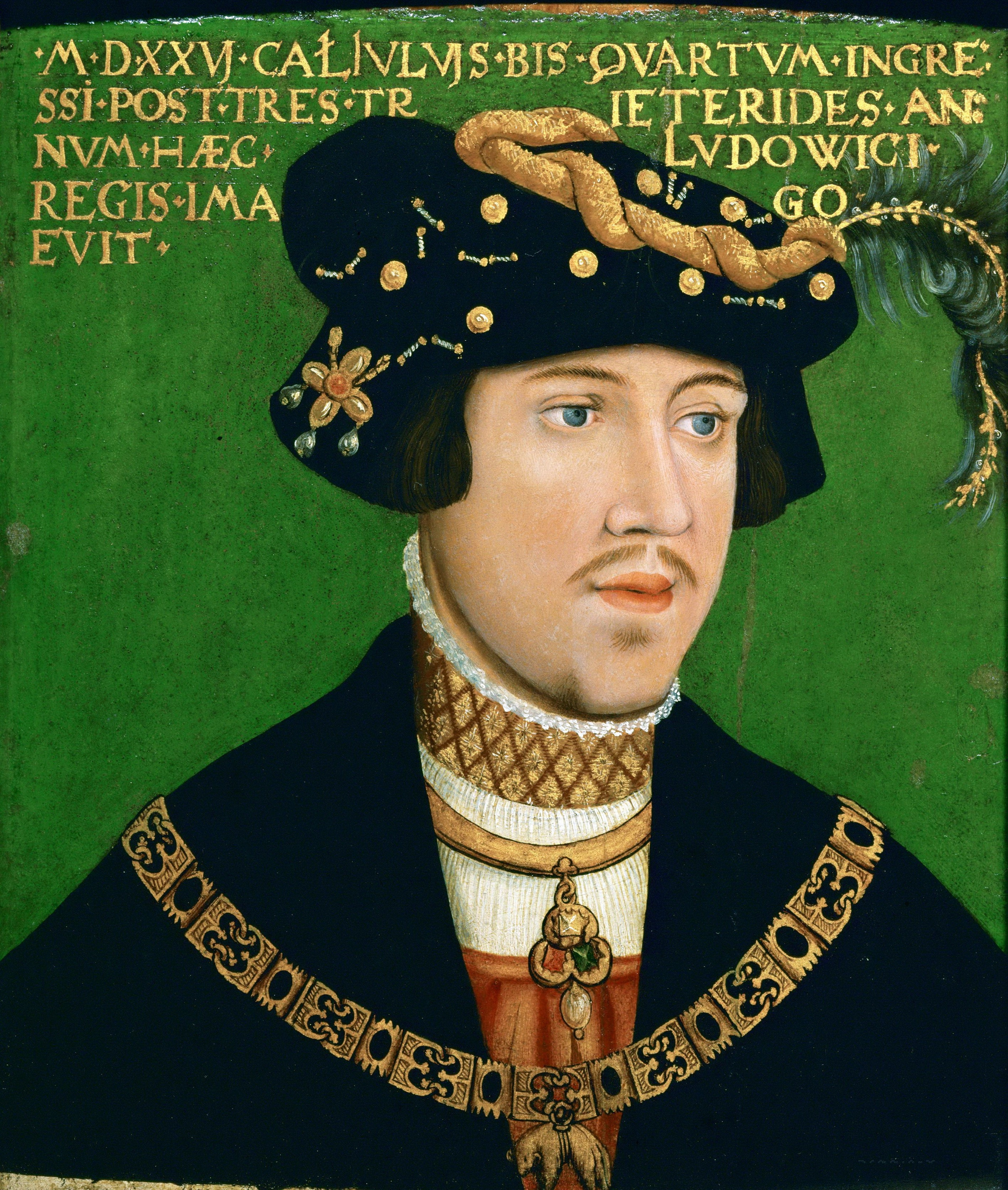
Ludwik Jagiellończyk (mal. Hans Krell, 1522)

Ludwik – w odróżnieniu od ojca – miał więcej energii i inteligencji, jednak regenci z premedytacją zaniedbali jego wychowanie i młodego króla kierowali ku przyjemnościom i zabawom, a nie ku nauce rządzenia. O skandalicznych stosunkach panujących na dworze w Budzie głośno było w całej Europie. Szczególnie negatywny wpływ na Ludwika miał Jerzy Hohenzollern. W 1523 polski wysłannik na Węgrzech tak opisywał kanclerzowi Szydłowieckiemu młodego Jagiellona:

„Im bardziej król rośnie w latach, tym bardziej głupieje. Ma on zupełnie zdeprawowane obyczaje i u tych, co z nimi żyją na dworze nie ma najmniejszego szacunku ani poważania (...) kto chce, wypisuje sobie nadania, które on bez czytania podpisuje i pieczętuje swoim sygnetem”

## Walki stronnictw, groźba inwazji tureckiej
W roku 1521 Ludwik ukończył 15 lat i uznano go za pełnoletniego. Doszło wówczas do dawno zaplanowanego ślubu z Marią Habsburg. Oficjalne przejęcie władzy i małżeństwo niewiele jednak zmieniło na dworze. Król nadal zajmował się głównie uciechami, nie mając realnego wpływu na wydarzenia w kraju. Tymczasem nad Węgrami zawisło niebezpieczeństwo tureckie. W roku objęcia rządów wojska tureckie pod wodzą Sulejmana Wspaniałego zaatakowały i zdobyły Belgrad, główną twierdzę Węgier, chroniącą kraj od strony Bałkanów. Upadek miasta otworzył imperium osmańskiemu drogę do centrum państwa.
W opozycji do kliki dworskiej, która miała największy wpływ na młodego monarchę, pozostawał najpotężniejszy magnat węgierski i wojewoda siedmiogrodzki, Jan Zápolya. Swoją pozycję polityczną opierał on na średniej szlachcie, a popularność zdobył w walce z Turkami, między innymi w wyprawach na Wołoszczyznę, gdzie udaremnił tureckie plany przyłączenia tego kraju do Imperium Osmańskiego. Zápolya był przywódcą stronnictwa narodowego, którego celem było przeciwdziałanie wpływom niemieckim na Węgrzech i niedopuszczenie do przejęcia tronu przez Habsburgów, co było przewidziane przez liczne umowy dynastyczne, zawarte przez poprzedników Ludwika II. Za czasów panowania Ludwika walka między stronnictwami przybrała cechy wojny domowej. Szlachta na dwóch kolejnych sejmach w roku 1525 przedstawiła królowi szereg żądań, w tym usunięcia dotychczasowych doradców i oddania godności palatyna Janowi Zápolyi. Te propozycje popierał także stryj Ludwika, król Polski Zygmunt Stary. Ludwik początkowo zgodził się na postulaty szlacheckie, jednak po powrocie do stolicy wycofał się z obietnic.

## Wojna z Turcją – bitwa pod Mohaczem
Zobacz więcej w osobnym artykule: Bitwa pod Mohaczem.
W końcu kwietnia 1526 roku wyruszyła na Węgry ze Stambułu wyprawa wojenna sułtana. Sulejman Wspaniały zgromadził siły liczące ponad 60 tys. żołnierzy. W odpowiedzi na zagrożenie Ludwik nakazał stawić się wojskom węgierskim w Tolnie 12 czerwca. Wojska zbierały się jednak powoli i 22 czerwca trzeba było ponowić wezwanie. Sam król również nie śpieszył się z wyjazdem i stolicę opuścił dopiero 20 lipca. W tym czasie wojska tureckie zdobyły kilka twierdz na pograniczu węgierskim.

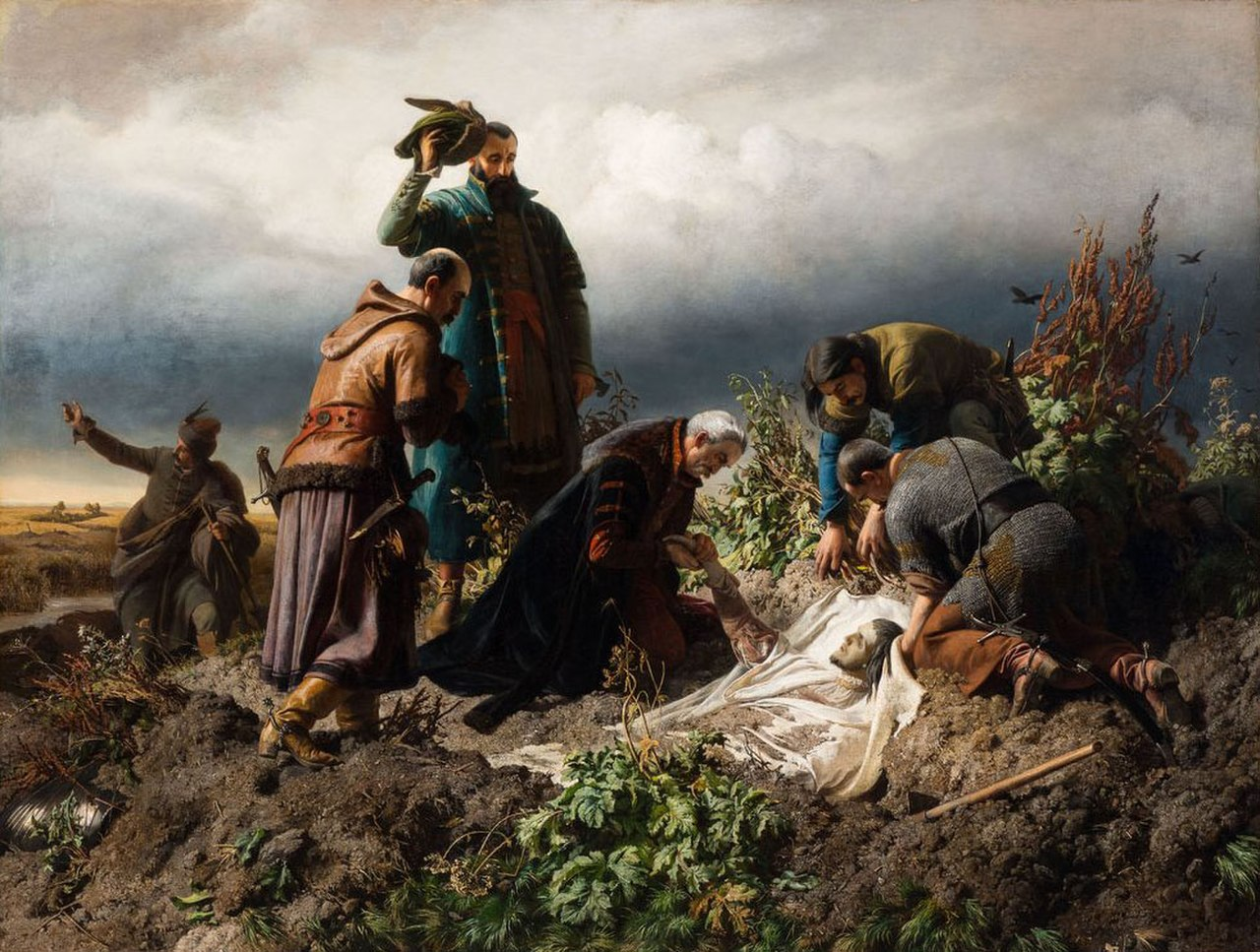
Odnalezienie zwłok króla Ludwika pod Mohaczem (mal. Bertalan Székely, 1861)

Dał o sobie również znać konflikt między królem a Janem Zápolyą, który jako pan Siedmiogrodu dysponował największym w kraju korpusem wojsk (ok. 10 tysięcy zbrojnych). Niechętny wpływom Jana dwór doprowadził do sytuacji, w której Zápolya rozkaz wymarszu do Tolny otrzymał dopiero w lipcu. Ludwik dotarł do swojej armii 5 sierpnia i natychmiast z zebranym wojskiem w sile 25 tysięcy ludzi wyruszył na nieprzyjaciela. 16 sierpnia przybył z armią do Báta, gdzie podjęto decyzję o rozlokowaniu wojsk do bitwy pod Mohaczem.
Do samej bitwy doszło 29 sierpnia 1526 roku. Starcie było krótkie, a pogrom wojsk węgierskich całkowity. Sam Ludwik zginął w trakcie ucieczki z pola bitwy, przy czym podawano różne wersje jego śmierci. Oficjalnie miał utonąć z koniem w rzeczce Csele. Według pogłosek króla jednak zabito ciosami zadanymi od tyłu, tzn. rzekomo poniósł śmierć z rąk własnych towarzyszy. Jedna z wersji o zabójstwie wskazywała jako winowajcę brata Jana Zápolyi – Jerzego, który po bitwie jakoby napadł na króla w chacie, w której się schronił.

## Genealogia
| Kazimierz IV Jagiellończyk ur. 30 XI 1427 zm. 7 VI 1492 | Kazimierz IV Jagiellończyk ur. 30 XI 1427 zm. 7 VI 1492 |                                                           |                                                           | Elżbieta Rakuszanka ur. 1436 zm. 30 VIII 1505 | Elżbieta Rakuszanka ur. 1436 zm. 30 VIII 1505 |  |  | Gaston II de Foix-Candale | Gaston II de Foix-Candale |                                          |                                          | Katarzyna de Foix | Katarzyna de Foix |
|                                                         |                                                         |                                                           |                                                           |                                               |                                               |  |  |                           |                           |                                          |                                          |                   |                   |
|                                                         |                                                         |                                                           |                                                           |                                               |                                               |  |  |                           |                           |                                          |                                          |                   |                   |
|                                                         |                                                         | Władysław II Jagiellończyk ur. 1 III 1456 zm. 13 III 1516 | Władysław II Jagiellończyk ur. 1 III 1456 zm. 13 III 1516 |                                               |                                               |  |  |                           |                           | Anna de Foix ur. po 1469 zm. 26 VII 1506 | Anna de Foix ur. po 1469 zm. 26 VII 1506 |                   |                   |
|                                                         |                                                         |                                                           |                                                           |                                               |                                               |  |  |                           |                           |                                          |                                          |                   |                   |
|                                                         |                                                         |                                                           |                                                           |                                               |                                               |  |  |                           |                           |                                          |                                          |                   |                   |
|                                                         |                                                         |                                                           |                                                           |                                               |                                               |  |  |                           |                           |                                          |                                          |                   |                   |

|  |  |  |  | Ludwik II Jagiellończyk ur. 1 VII 1506 zm. 29 VIII 1526 | Ludwik II Jagiellończyk ur. 1 VII 1506 zm. 29 VIII 1526 |  |  | Maria Habsburżanka ur. 17 IX 1505 zm. 18 X 1558 | Maria Habsburżanka ur. 17 IX 1505 zm. 18 X 1558 |
|  |  |  |  |                                                         |                                                         |  |  |                                                 |                                                 |